# Gilead (Iowa)
Pour les articles homonymes, voir Gilead.
Gilead est une communauté non constituée en municipalité, du comté d'Adair en Iowa, aux États-Unis.
Les bureaux de la poste sont inaugurés à Gilead en 1899 et fermés en 1902.